# Yu So-Chow
Yu So-Chow (Peking, 9 juli 1930 - San Francisco 12 mei 2017) was een Chinese actrice en speelster in Chinese opera's. Ze werd geboren in een familie die Peking-opera speelde. Ze was de dochter van de late meester Yu Jim-Yuen die de Chinese Drama-academie, een Peking-operaschool in Hongkong, oprichtte. Hij was de leraar van vele bekende acteurs.
Ze startte haar acteercarrière in 1948 en maakte meer dan 240 films in de genres wuxia-films, kung fu, actiefilms, detectives en Kantonese opera. In de jaren zestig was ze een van de bekendste actrices van Azië.

## Geselecteerde filmografie
- The revenge of the great swordsman Assassin Zhang Wenxiang (大俠復仇記) (1949)
- The five heroes'deadly spears (五虎斷魂槍) (1951)
- A story of three lovers, pt 1 & 2 (啼笑姻緣上下集) (1952)
- A heroine from Mount Emei（峨嵋女俠 ) (1952)
- The dragon-phoenix swordsmen（龍鳳雙劍俠) (1957)
- The strange hero conquered the dragon（怪俠赤屠龍) (1960)
- Conqueress（無敵楊家將) (1961)
- The secret book, part one (仙鶴神針上下三集) (1961)
- The village militia, pt 1 & 2 (魔鏡神珠上下集) (1962)
- The blonde hair monster（黃毛怪人) (1962)
- The birth of the Monkey King（馬騮精出世) (1962)
- The Road to the west（唐三藏取西經) (1962)
- Ingentious swords, pt 1 & 2 (白骨陰陽劍上下集) (1962)
- Burning of the Red Lotus Monastery pt 1 & 2 (火燒紅蓮寺上下集) (1963)
- Valiant Pan An (武潘安) (1963)
- The iron wild goose pt 1 & 2（鐵雁霜翎上下集) (1963)
- The tiger in hunting（臥虎藏龍) (1963)
- Pat cham lau lan sai pat wan (不斬樓蘭誓不還) (1963)
- Spring blossoms（花開富貴錦城春) (1964)
- The purple lighting sword（萬變飛狐) (1964)
- The invincible kid Fang Shiyu（無敵神童方世玉) (1965)
- The all powerful flute pt 1 & 2（簫聲震武林上下集) (1965)
- Hero of midland（中原奇俠) (1966)
- Fire dragon and the mythical pearl（火龍神珠) (1966)
- Heroic days of the Great Ming Dynasty (斷臂神龍劍) (1966)
- The avengers' tale pt 1 & 2 (鐵血恩仇錄上下集) (1966)

- Gemeinsame Normdatei: 1247582310
- International Standard Name Identifier: 0000 0003 7042 2236
- Library of Congress Control Number: no2012072641
- Virtual International Authority File: 249715171
- WorldCat: E39PBJrrvXRjX9fGM63XBD3G73